# 最好的我们 (电影)
《最好的我们》（英語：My Best Summer），是一部于2019年上映的青春校园电影。本片改编自八月长安的同名小说，由陈飞宇、何蓝逗领衔主演，2019年6月6日于中国大陆上映。

## 演员列表

### 主要演员
| 演员姓名 | 角色名称 | 介绍 |
| 陈飞宇   | 余淮     | 尖子生，振華的學霸，林揚的好兄弟，以及余周周的姪子。一直喜歡着耿耿，卻不曾告訴她，總是默默著為她付出。 在高考前一天答應過耿耿，放榜時要一起去看榜單，可是最後卻沒出現。 長大後的重逢，卻覺得自己配不上耿耿而自卑。 |
| 何蓝逗   | 耿耿     | 振華的學渣，因幸運成份居多而考進了振華本部，和余淮同班且同桌。 喜歡著余淮，為了他報理科，可是最後余淮卻消失了。 愛照相，把別人不要的青春留在相機裡。長大後成立一位攝影師。事業蒸蒸日上。                           |

### 其他演员
| 演员姓名 | 角色名称 | 介绍                                                        |
| 惠英红   | 余淮妈妈 | 曾经反对耿耿作为余淮的同桌 後來生重病，拖累余淮。           |
| 周楚濋   | 贝塔     | 耿耿，简单的好姐妹，简单的初中同学，喜歡張平。              |
| 蒋紫嫣   | 文潇潇   | 班上的文艺代表，暗戀余淮。                                  |
| 王初伊   | 简单     | 耿耿，贝塔的好姐妹，也是耿耿的发小，喜歡韓敘。              |
| 陈帅     | 徐延亮   | 班长，喜欢贝塔 後來告訴耿耿余淮的近況。                     |
| 方文强   | 张平     | 耿耿余淮的班主任，和張峰是發小。                            |
| 高文峰   | 张峰     | 耿耿余淮的数学老师。                                        |
| 汪苏泷   | 怪咖     | 曾幫助過余淮唱歌給耿耿聽。 是耿耿余淮有勇氣重逢的重要人物。 |
| 董力     | 盛淮南   | 振華的理科大神，余淮和林揚的偶像。喜歡洛枳。                |

## 电影歌曲
| 《最好的我們》電影原声带 | 《最好的我們》電影原声带 | 《最好的我們》電影原声带 | 《最好的我們》電影原声带 | 《最好的我們》電影原声带 |
| 曲序                     | 曲目                     |                          | 作曲                     | 演唱                     |
| ------------------------ | ------------------------ | ------------------------ | ------------------------ | ------------------------ |
| 1.                       | 《耿》（畢業季主題曲）   | 汪苏泷                   | 汪苏泷                   | 汪苏泷                   |
| 2.                       | 《第一首情歌》（插曲）   | 汪苏泷                   | 汪苏泷                   | 汪苏泷                   |
| 3.                       | 《最近的永遠》（推廣曲） | 葛大为                   | 光良                     | 光良                     |

## 獎項及提名
| 年度 | 颁奖典礼             | 獎項             | 姓名           | 结果 |
| ---- | -------------------- | ---------------- | -------------- | ---- |
| 2019 | 东京国际电影节金鹤奖 | 最受欢迎影片     | 《最好的我们》 | 獲獎 |
| 2019 | 东京国际电影节金鹤奖 | 最佳新人         | 陈飞宇         | 獲獎 |
| 2019 | 东京国际电影节金鹤奖 | 最具人气男演员   | 陈飞宇         | 獲獎 |
| 2019 | 第11届澳门国际电影节 | 金莲花优秀新人奖 | 陈飞宇         | 獲獎 |